# Sinarka
Sinarka (en rus: Синарка) és un estratovolcà que es troba a l'extrem nord de l'illa Xiaixkotan, a les illes Kurils, Rússia.
El cim s'eleva fins als 934 msnm. L'estructura principal del volcà consta del pic principal i dos subcims amb una carena suau que descendeix cap al sud-oest. S'han documentat erupcions durant els segles XVII i XVIII, sent la darrera entre 1872 i 1878.